# Pieter van Laer
Pieter van Laer (lub Laar; ur. 1599 lub wcześniej w Haarlem, zm. ok. 1642 tamże) – holenderski malarz.
Nie ma pewnych informacji na temat jego młodości, w 1623 wyjechał do Francji, a w latach 1625–1639 pracował w Rzymie. Był liderem Schildersbent, stowarzyszenia artystycznego malarzy holenderskich i flamandzkich mieszkających w Rzymie. Po powrocie do Holandii, mieszkał głównie w Amsterdamie i Haarlemie, gdzie zmarł około 1642.
Włosi nazywali go Il Bamboccio, co w wolnym tłumaczeniu oznacza kukiełkę lub marionetkę. Przezwisko oddawało wygląd malarza, który miał zdeformowane i nieproporcjonalne ciało i był niewielkiego wzrostu. Pieter van Laer malował głównie niewielkie sceny rodzajowe ilustrujące życie pospólstwa. Były to sceny uliczne, przedstawienia biesiad, jarmarków i bójek, bohaterami jego obrazów byli chłopi, sklepikarze, rzemieślnicy i pospolici złodzieje. Artysta miał wielu naśladowców, których we Włoszech nazywano bambocciantami, a malowane przez nich barwne sceny rodzajowe określano jako bambocciaty. Wśród licznych malarzy tworzących pod jego wpływem najczęściej wymieniani są: Jan Steen, Philips Wouwerman, Alessandro Magnasco i Giacomo Ceruti.
W Muzeum Narodowym w Warszawie znajdują się dwie bambocciaty — Pasterz i praczki przy źródle i Odpoczynek wędrowców w grocie.

## Galeria

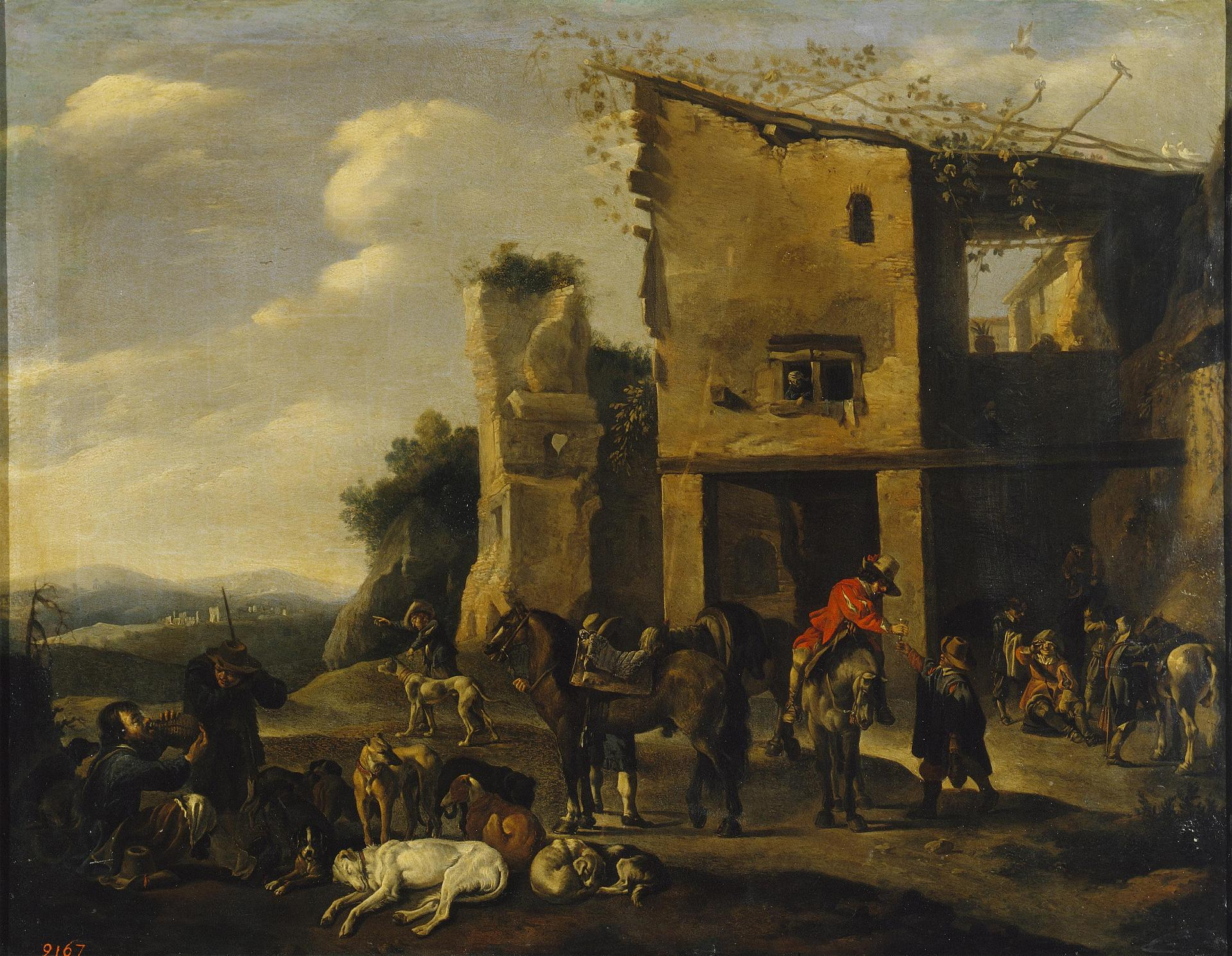
Myśliwi w spoczynku
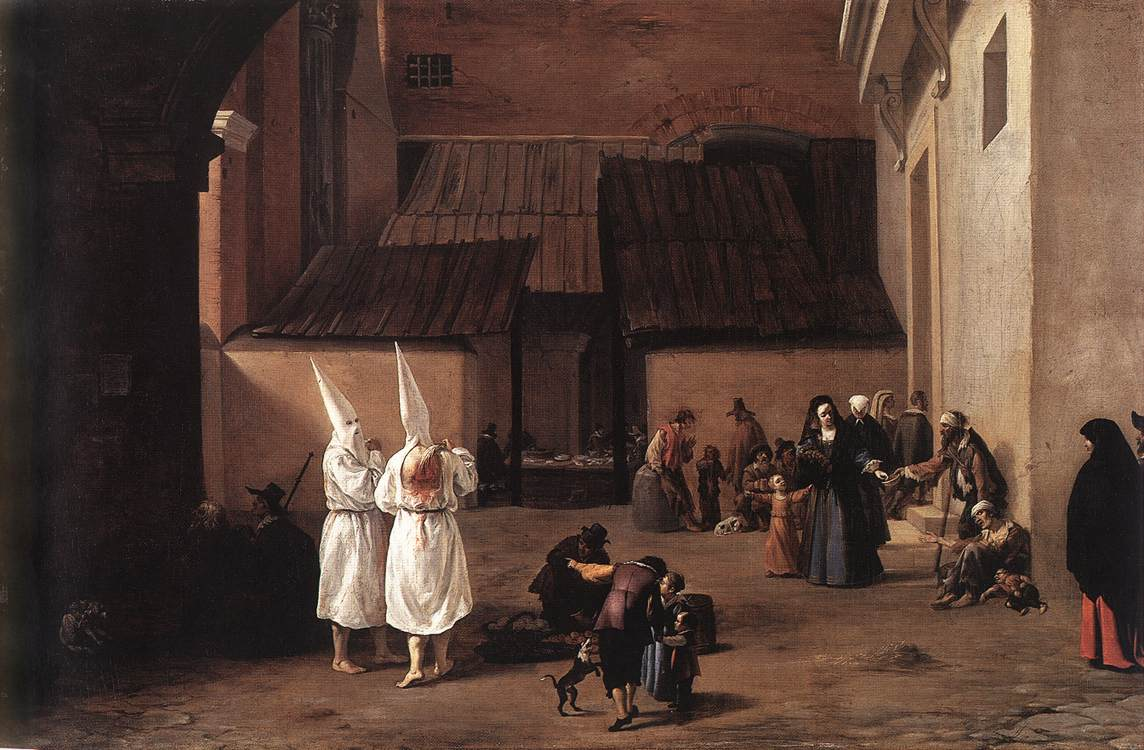
Flagelanci
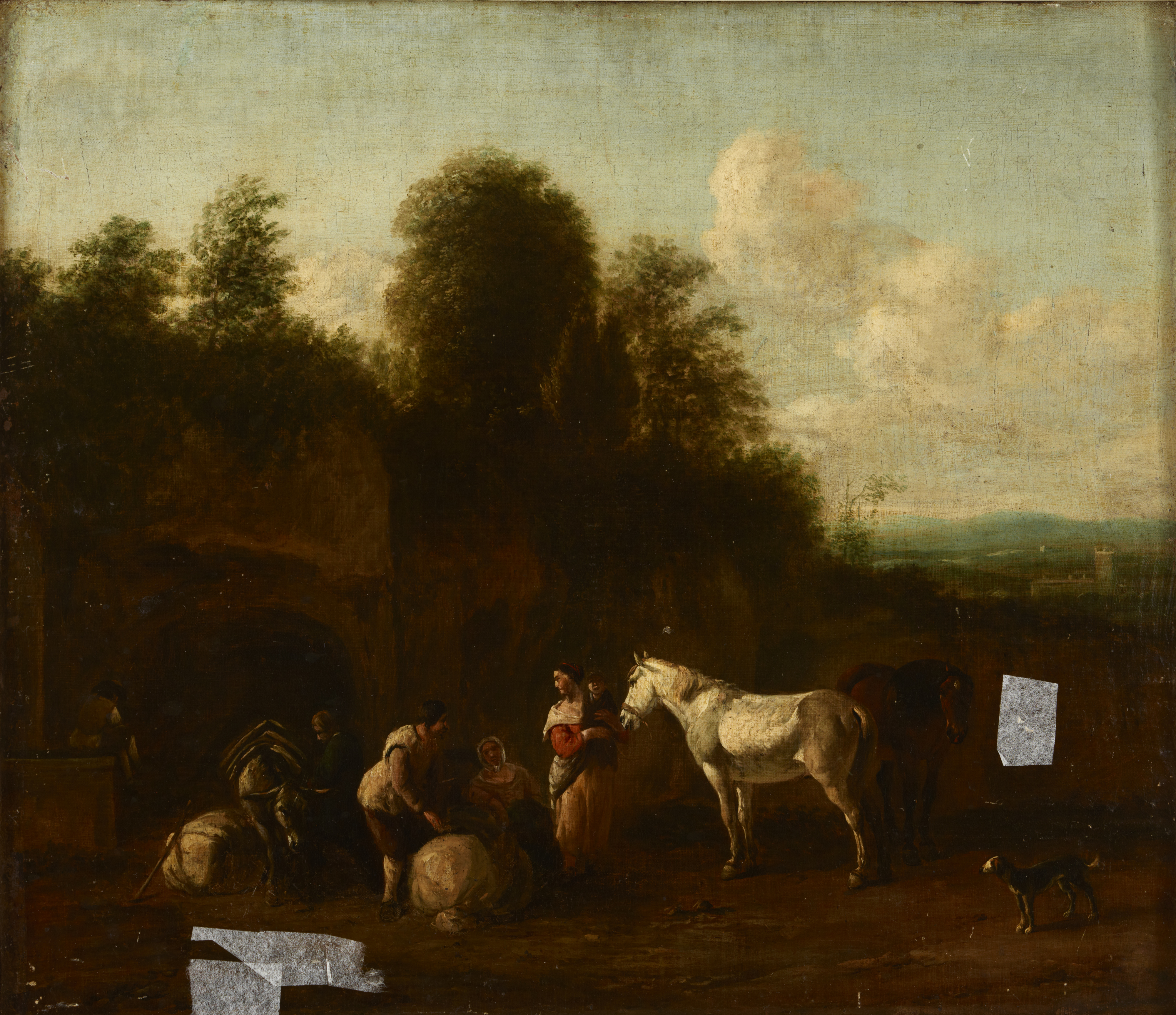
Scena przed grotą